# Гонохово (Завьяловский район)
Гонохово — село в Завьяловском районе Алтайского края. Центр Гоноховского сельсовета.

## География
Село находится в западной части края, в пределах Кулундинской равнины
Климат
умеренный, резко континентальный. Средняя температура января составляет −18,6 °C, июля — +19,3 °C.

## История
Основано в 1800 году.
В 1928 году состояло из 775 хозяйств. Центр Гоноховского сельсовета Завьяловского района Каменского округа Сибирского края.

## Население
| 1926  | 1997  | 1998  | 1999  | 2000  | 2001  | 2002  | 2003  | 2004  | 2005  | 2006  | 2007  | 2008  | 2009  |
| ----- | ----- | ----- | ----- | ----- | ----- | ----- | ----- | ----- | ----- | ----- | ----- | ----- | ----- |
| 4061  | ↘2186 | ↗2199 | ↗2224 | ↘2165 | ↗2184 | ↘2140 | ↗2163 | ↘2155 | ↘2123 | ↘2059 | ↗2064 | ↘2020 | ↘1882 |
| 2010  | 2011  | 2012  | 2013  |       |       |       |       |       |       |       |       |       |       |
| ↘1811 | ↘1804 | ↘1803 | ↘1787 |       |       |       |       |       |       |       |       |       |       |

Национальный состав
В 1928 году основное население — русские.
Согласно результатам переписи 2002 года, в национальной структуре населения русские составляли 94 % из 2149 чел.

## Инфраструктура
Гоноховская средняя общеобразовательная школа.

## Транспорт
Гонохово доступно автомобильным транспортом.
Подходит автодорога межмуниципального значения "подъезд к с. Гонохово " (идентификационный номер 01 ОП МЗ 01Н-1114) и уходит автодорога межмуниципального значения «Гонохово — ст. Овечкино» (идентификационный номер 01 ОП МЗ 01Н-1105).